# Ovarense Basquetebol
Il Basquetebol da Associação Desportiva Ovarense è una società cestistica avente sede a Ovar, in Portogallo. Fondata nel 1970 gioca nel campionato portoghese.
Disputa le partite interne nell'Arena Dolce Vita.

## Palmarès
- Campionati portoghesi: 5

1988, 2000, 2006, 2007, 2008
- Coppa di Portogallo: 3

1989, 1990, 2009
- Coppe di Lega portoghesi: 3

1992, 1997, 2001
- Supercoppe del Portogallo: 8

1989, 1991, 1994, 2001, 2002, 2007, 2008
- Trofeo António Pratas: 2

2009, 2014
- Trofeo dei Campioni: 3

2005, 2007, 2008